# Stanisław Ledóchowski (ur. 1932)
Stanisław Ledóchowski (ur. 15 sierpnia 1932 w Warszawie – polski krytyk sztuki, scenograf, publicysta i poeta.

## Życiorys
Jego dziadkiem był Stanisław Antoni Halka-Ledóchowski, m.in. założyciel pierwszego w Polsce Muzeum Morskiego, które mieściło się w Warszawie przy ulicy Przemysłowej 32.
Okupację niemiecką i powstanie warszawskie przeżył w Warszawie. W 1948 roku rozpoczął naukę w Gimnazjum książy Marianów na Bielanach. Maturę zdał w Państwowym Gimnazjum i Liceum im. Stefana Batorego w 1951 roku. Po maturze, bez postawienia zarzutu, został aresztowany w pałacu Mostowskich, w którym spędził okres wakacji. Nie należał do ZMP, dlatego mimo zdanego egzaminu wstępnego nie dostał się na Wydział Historii Sztuki Akademii Sztuk Pięknych w Krakowie. Dopiero 1954 roku został przyjęty na Wydział Rzeźby Akademii Sztuk Pięknych w Warszawie.
W 1956 roku rozpoczął współpracę z czasopismami społeczno-kulturalnymi, m.in. z „Przeglądem Kulturalnym”, „Kulturą”, „Nową Kulturą”, „Poezją”, „Kolekcjonerem Polskim” oraz „Współczesnością”.
Współpracował jako dekorator wnętrz z reżyserem Andrzejem Żuławskim przy filmie Trzecia część nocy oraz z Andrzejem Trzos-Rastawieckim przy ...Gdziekolwiek jesteś panie prezydencie....
Jest kolekcjonerem dzieł sztuki, autorem wielu wystaw, członkiem rady Muzeum Łowiectwa i Jeździectwa w Warszawie, Muzeum Romantyzmu w Opinogórze oraz członkiem Towarzystwa Bibliofilów Polskich.
W 2013 roku ukazał się jego tomik wierszy związanych z Krakowem pt. „Liście od Krakowa”.

## Nagrody
- Odznaka honorowa „Zasłużony dla Kultury Polskiej” (2015)[1]
- Złoty Krzyż Zasługi (2017)[6]